# Райхенбах (лунный кратер)
Кратер Райхенбах (лат. Reichenbach) — крупный древний ударный кратер в южном полушарии видимой стороны Луны. Название присвоено в честь немецкого оптика Георга Фридриха фон Райхенбаха и утверждено Международным астрономическим союзом в 1935 г. Образование кратера относится к нектарскому периоду.

## Описание кратера
Ближайшими соседями кратера являются кратер Неандер на западе; кратер Борда на севере; кратер Снеллиус на востоке-северо-востоке; кратер Стевин на востоке-юго-востоке и кратер Рейта на юге. На северо-востоке от кратера расположена долина Снеллиуса и далее на севере-северо-востоке — Море Изобилия. Селенографические координаты центра кратера 30°29′ ю. ш. 47°57′ в. д. / 30,48° ю. ш. 47,95° в. д., диаметр 64,9 км, глубина 3200 м.
Кратер Райхенбах имеет полигональную форму и значительно разрушен. Вал сглажен и перекрыт множеством кратеров различного размера, южная оконечность вала перекрыта сателлитным кратером Рейхенбах F, восточная — сателлитным кратером Рейхенбах J. Внутренний склон неравномерный по ширине, наиболее широкий в северной части, сохранил слабые остатки террасовидной структуры. Высота вала над окружающей местностью достигает 1290 м, объём кратера составляет приблизительно 4500 км³. Дно чаши сравнительно ровное, отмечено множеством мелких кратеров, особенно в центральной части чаши.

## Сателлитные кратеры
| Райхенбах | Координаты                                            | Диаметр, км |
| --------- | ----------------------------------------------------- | ----------- |
| A         | 28°17′ ю. ш. 48°52′ в. д. / 28,28° ю. ш. 48,87° в. д. | 33,5        |
| B         | 28°23′ ю. ш. 48°05′ в. д. / 28,38° ю. ш. 48,08° в. д. | 42,6        |
| C         | 29°24′ ю. ш. 43°55′ в. д. / 29,4° ю. ш. 43,91° в. д.  | 25,4        |
| D         | 28°13′ ю. ш. 44°44′ в. д. / 28,22° ю. ш. 44,74° в. д. | 34,4        |
| F         | 31°25′ ю. ш. 48°16′ в. д. / 31,41° ю. ш. 48,27° в. д. | 13,5        |
| G         | 31°46′ ю. ш. 49°21′ в. д. / 31,77° ю. ш. 49,35° в. д. | 14,6        |
| H         | 28°53′ ю. ш. 49°37′ в. д. / 28,88° ю. ш. 49,61° в. д. | 10,7        |
| J         | 30°38′ ю. ш. 49°15′ в. д. / 30,64° ю. ш. 49,25° в. д. | 13,0        |
| K         | 28°53′ ю. ш. 42°23′ в. д. / 28,88° ю. ш. 42,39° в. д. | 10,7        |
| L         | 30°35′ ю. ш. 46°40′ в. д. / 30,59° ю. ш. 46,67° в. д. | 6,8         |
| M         | 33°02′ ю. ш. 46°32′ в. д. / 33,03° ю. ш. 46,54° в. д. | 12,0        |
| N         | 30°34′ ю. ш. 43°55′ в. д. / 30,57° ю. ш. 43,91° в. д. | 13,3        |
| P         | 32°05′ ю. ш. 49°54′ в. д. / 32,08° ю. ш. 49,9° в. д.  | 12,7        |
| Q         | 32°24′ ю. ш. 50°10′ в. д. / 32,4° ю. ш. 50,16° в. д.  | 10,6        |
| R         | 27°00′ ю. ш. 42°57′ в. д. / 27° ю. ш. 42,95° в. д.    | 7,2         |
| S         | 27°10′ ю. ш. 43°12′ в. д. / 27,17° ю. ш. 43,2° в. д.  | 9,6         |
| T         | 29°23′ ю. ш. 45°45′ в. д. / 29,39° ю. ш. 45,75° в. д. | 61,5        |
| U         | 32°41′ ю. ш. 49°23′ в. д. / 32,69° ю. ш. 49,39° в. д. | 13,8        |
| W         | 30°44′ ю. ш. 43°11′ в. д. / 30,73° ю. ш. 43,18° в. д. | 19,6        |
| X         | 30°56′ ю. ш. 43°55′ в. д. / 30,94° ю. ш. 43,91° в. д. | 11,1        |
| Y         | 31°17′ ю. ш. 43°40′ в. д. / 31,28° ю. ш. 43,66° в. д. | 15,8        |
| Z         | 32°04′ ю. ш. 45°59′ в. д. / 32,07° ю. ш. 45,99° в. д. | 14,0        |

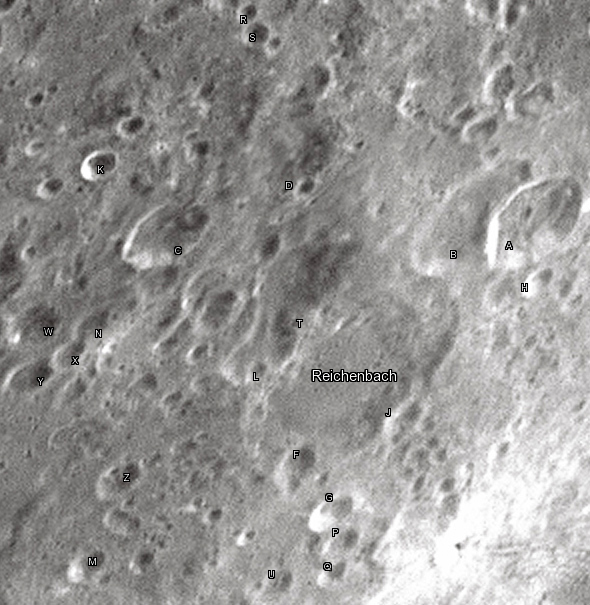
Снимок Девида Кемпбелла.

- Сателлитные кратеры Райхенбах A, C, K и P включены в список кратеров с темными радиальными полосами на внутреннем склоне Ассоциации лунной и планетарной астрономии (ALPO)[5].
- Высота центрального пика сателлитного кратера Райхенбах A составляет 900 м[6].
- Высота центрального пика сателлитного кратера Райхенбах B составляет 700 м[6]
- Высота центрального пика сателлитного кратера Райхенбах C составляет 300 м[6]
- Высота центрального пика сателлитного кратера Райхенбах D составляет 1600 м[6]
- Высота центрального пика сателлитного кратера Райхенбах T составляет 1500 м, северного пика 1000 м[6]
- Высота центрального пика сателлитного кратера Райхенбах Z составляет 800 м[6]
- Образование сателлитного кратера Райхенбах А относится к эратосфенскому периоду[1].
- Образование сателлитного кратера Райхенбах B относится к нектарскому периоду[1].